# Rudolf Udovič
Rudolf Udovič (tudi Rudi Udovič), slovenski novinar, * 6. julij 1910, Obrov. † 7. april 1987, Koper. 

## Življenje in delo
Ljudsko šolo je obiskoval v rojstnem kraju, gimnazijo pa v Kopru in na Sušaku, predelu mesta Reke, ki ni pripadal Kraljevini Italiji. Na Sušak je redno hodil z Reke. Zaradi nevarnosti, da mu bo fašistična oblast odvzela dovolilnico za prehod meje, se leta 1930 ni več vrnil v Italijo. Po končani gimnaziji se je vpisal na Univerzo v Zagrebu, kjer je študiral na agronomski in filozofski fakulteti, ki pa ju zaradi posebnih razmer ni končal. V Zagrebu se je povezal s primorsko-istrsko emigrantsko skupino in že kot študent sodeloval pri njenem glasilu Istra, ki pa je bilo na zahtevo italijanskih oblasti kmalu ukinjeno. Za krajši čas je bil zaposlen pri turistični agenciji Putnik. Po okupaciji Kraljevine Jugoslavije se je pridružil narodnoosvobodilnemu gibanju in v njem sodeloval do osvoboditve. V tem času je bil tudi aretiran in v ustaških zaporih v Zagrebu zaprt do konca vojne.
Po osvoboditvi se je nekaj časa zdravil doma v Obrovu, a kmalu odšel v Trst in se že leta 1945 zaposlil pri Primorskem dnevniku. Leta 1947 je odšel v Gorico za urednika Soče, 1. maja 1949 pa se je kot novinar-vodja izmene zaposlil na Radiu Koper. Tu je bil do 15. junija 1956. Udovič je kot novinar deloval do upokojitve leta 1960 in še naprej pri Istrskem tedniku in pri Slovenskem Jadranu v Novi Gorici in po njegovi združitvi s Primorskimi novicami še naprej v Kopru. Ob dnevnem časnikarskem delu pa je na koprskem radiu vodil več humoristično-satiričnih oddaj, med katerimi so bile tudi Franina in Jurina, Pepi in Tone, Vane in Juca in druge, v Primorskih novicah pa rubriko Barba Vane, ki je bila med bralci še posebno priljubljena.  